# Gmina Konstantynów
Die Gmina Konstantynów ist eine Landgemeinde im Powiat Bialski der Woiwodschaft Lublin in Polen. Ihr Sitz ist das gleichnamige Dorf mit mehr als 1400 Einwohnern.

## Gliederung
Zur Landgemeinde Konstantynów gehören folgende 14 Ortschaften mit einem Schulzenamt:
Antolin
Gnojno
Komarno
Komarno-Kolonia
Konstantynów
Konstantynów (kolonia)
Solinki
Wandopol
Wichowicze
Witoldów
Wólka Polinowska
Zakalinki
Zakalinki-Kolonia
Zakanale
Weitere Orte der Gemeinde sind Głuchowo, Ludwinów, Międzylesie und Siekierka.